# Finge
Finge est un village situé dans l'arrondissement (commune) de Tubah au Nord-Ouest du Cameroun dans la région du Mezam. Le village est situé juste au nord-est du village de Bambui. On le reconnaît sur les cartes à la forme triangulaire que forment les routes l'entourant.

## Climat et Géologie

### Climat
Le climat de cette région est considéré tropical froid, avec une saison sèche et une saison des pluies. 

Le vent particulièrement fort et les pluies torrentielles combinés à la forte lixiviation du sol ont été identifiés comme des risques pour cette région dans le rapport rendu à la Cellule Régionale de Coordination du Nord-Ouest.

### Atouts
Les sols de cette localité sont volcaniques permettant de fournir les carrières noires et les fosses de latérite nécessaire pour la construction.
Directement à l'ouest et au nord-ouest de Finge des carrières de pierres ont déjà été identifiées lors de l'enquête de 2012.

## Végétation
Finge est situé sur une zone de végétation générale commune à la région. La réserve gouvernementale se trouvant au Sud.

## Population
Lors du recensement national de 2005, Finge comptait 955 habitants, dont 448 hommes et 507 femmes.

### Note sur les recensements
En 2012, la Cellule Régionale de Coordination du Nord-Ouest a souhaité recenser la population des villages de l'arrondissement de Tubah. Les données historiques disponibles jusqu'alors étaient sujettes à controverse comme mentionné dans le rapport : « La sous-division de Tubah occupe une superficie de 450 kilomètres carrés. Il y a des controverses sur les statistiques de la population de la sous-division de Tubah. Alors que le record du Centre de Santé -arrondissement de Tubah compte 65 250 personnes en 2010, le résultat du recensement conclut à 48 542 personnes
(22 817 hommes et 25 725 femmes) ; d'autres documents ont 80 000 personnes. Avec cette disparité, il est difficile de conclure sur ce qui est correct. Afin de clarifier ces informations, le conseil de l'arrondissement de Tubah a recruté des étudiants pendant les vacances d'été pour effectuer un recensement de la population de la municipalité. Les résultats doivent encore être publiés ».
En se basant sur le Centre de Santé de Tubah, Finge a été recensé avec la ville de Bambui (incluant aussi Baforkum). Il y a été recensé 17 083 personnes au total pour ces trois localités.

## Éducation et école
Il y a deux écoles à Finge : 
- la CBC Finge est une école primaire ;
- la GS Fingi de statuts publique a été fondée en 1993.

## Route et accès
En 2012, le village était relié par une route de terre à la route principale goudronnée descendant de Babanki à Bambili. Plusieurs routes étaient en cours de développement.

## Tourisme
Il y a une grotte.